# Букараманга
Букарама̀нга (на испански: Bucaramanga) е град в Колумбия. Разположен е в северната част на страната в долината на река Лебриха, на около 300 км на североизток от столицата Богота. Главен административен център на департамент Сантандер. Основан е през 1622 г. Има жп гара и аерогара. Металургична и тютюнева промишленост. Център за производство и износ на кафе. Население 549 263 жители от преброяването през 2005 г.

## Личности родени в Букараманга
- Орасио Серпа Урибе (р.1943), колумбийски политик